# 蕭陽阿
蕭陽阿（しょう ようあ、生没年不詳）は、遼（契丹）の政治家・軍人。字は稍隠。

## 経歴
契丹文字と漢字の両方を使うことができ、天文と人相見に通じた。父の蕭楽音奴が死去したとき、自ら五蕃部から奚王嶺まで喪車を引いたので、孝行を賞賛された。
19歳のとき、本班郎君となった。鉄林軍・鉄鷂軍・大鷹軍の詳穏を歴任した。乾統元年（1101年）、烏古敵烈部屯田太保から易州刺史となった。寵臣の劉彦良が易州にやってきて、勝手気ままにふるまったため、陽阿が劉彦良の行動を掣肘した。劉彦良は帰京すると、あることないこと誣告して、陽阿の代わりの刺史を派遣させた。易州の民1000人あまりが宮殿を訪れて留任を請願したため、その日のうちに陽阿は武安州観察使に任命された。烏古涅里軍節度使・順義軍節度使・彰信軍節度使を歴任し、臨時に知東北路統軍使事をつとめた。
耶律狼不や耶律鐸魯斡らが乱を起こしたことを聞きつけると、陽阿はひとり麾下の30人あまりを率いてこれを追捕し、身に2カ所の傷を負いながら、十数人を生け捕りにして、行在に送った。首魁を捕らえることができなかったため、免官された。ほどなく臨時の南京留守となり、死去した。

## 伝記資料
- 『遼史』巻82 列伝第12